# Cassilândia
Cassilândia est une municipalité brésilienne de l'État de Mato Grosso do Sul et la Microrégion de Cassilândia.

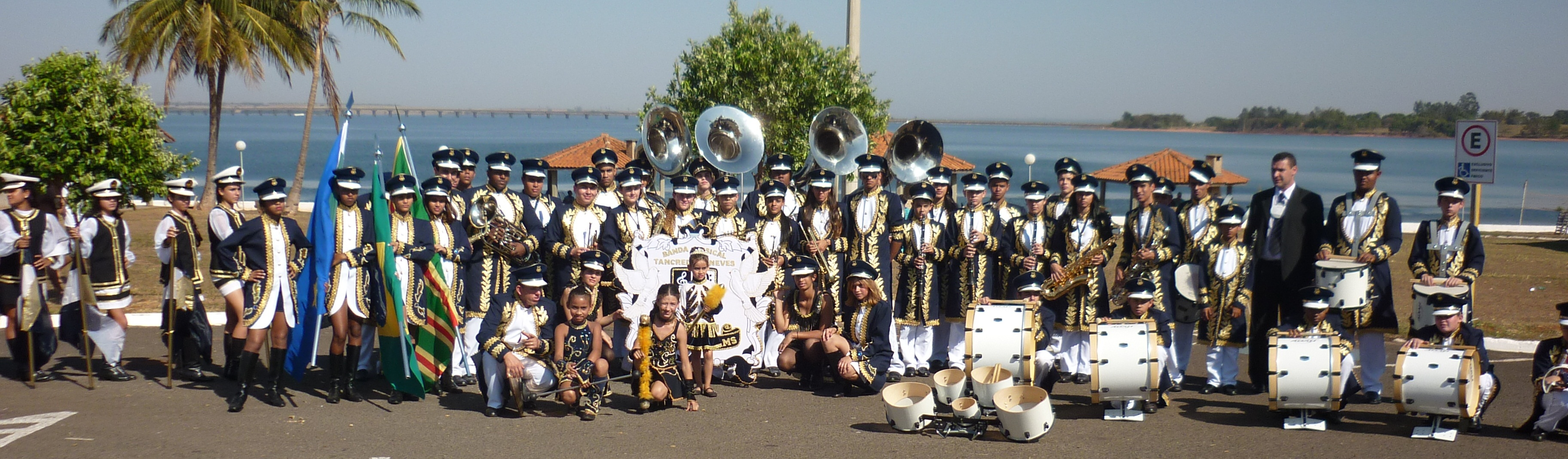
BaMTAN à Pereira Barreto-SP